# Клукнава
Клукнава (слч. Kluknava) насељено је мјесто са административним статусом сеоске општине (слч. obec) у округу Гелњица, у Кошичком крају, Словачка Република.

## Становништво
| Година:    | 1994. | 2004.   | 2014.   | 2024.   |
| ---------- | ----- | ------- | ------- | ------- |
| Број људи: | 1757  | 1642    | 1590    | 1530    |
| Разлика:   |       | -6,54 % | -3,16 % | -3,77 % |

| Година:    | 2023. | 2024.   |
| ---------- | ----- | ------- |
| Број људи: | 1525  | 1530    |
| Разлика:   |       | +0,32 % |

Према подацима о броју становника из 2011. године насеље је имало 1.597 становника.